# Áreas protegidas de la República del Congo

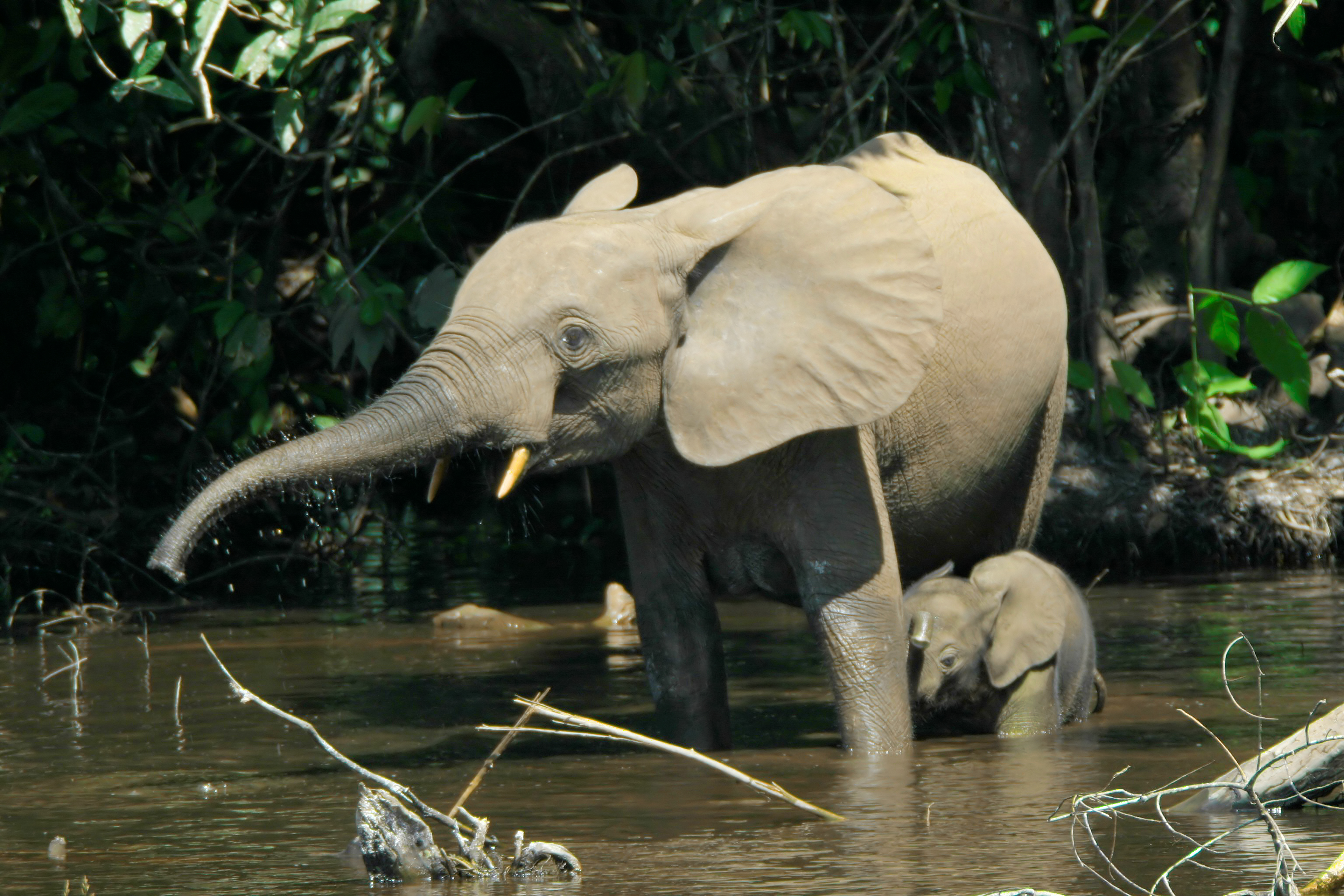
Elefantes de bosque en el río Mbeli, en el Parque nacional de Nouabalé-Ndoki.

Mapa de la República del Congo con algunos parques nacionales y reservas de fauna.

La República del Congo se encuentra en una región cálida y húmeda que permite la existencia de una densa selva lluviosa que cubre las dos terceras partes del país. Puesto que el desarrollo económico del Congo depende de la industria maderera, para proteger el bosque se han creado cuatro parques nacionales, alguno de los cuales comparte áreas protegidas con los países vecinos, y está en proyecto un quinto, el Parque nacional de Ougoue Lekiti, en el sudoeste, de 6.000 km², que estaría adjunto al Parque nacional de las Mesetas Batéké, en Gabón. En 2010 se encontraba protegido un 10% de la superficie del Congo, cerca de 40.000 km².
- Parque nacional de Nouabalé-Ndoki, 1993, 4.238,7 km², en el noroeste, parte congolesa del bosque Sangha Trinational,[3] un área de selva tropical compartida entre la República del Congo, Camerún y la república Centroafricana, que ocupa un total de 754.286 ha (7.542 km²); elefantes de bosque, gorilas occidentales de llanura, chimpancés, peces tigre, etc.[4] Un proyecto aún más ambicioso uniría el Parque nacional de Minkébé, de Gabón, que llevaría el parque a los 30.000 km².[5]
- Parque nacional de Odzala-Kokou, 1935, 13.600 km², noroeste, bosque tropical; elefante de bosque, gorila de llanura, chimpancés, etc. Forma parte del Parque transfronterizo TRIDOM, que agrupa un área de selva tropical lluviosa combinada con Camerún y Gabón de 178.000 km².[6][7]
- Parque Nacional de Conkouati-Douli, 1999, 5.045 km², cerca de la costa en la frontera con Gabón, humedales, bosque denso y lagunas, manglares y zona de sabana en el sudoeste; elefantes de bosque, gorilas de llanura, chimpancés, hipopótamos, chacales, búfalos, etc.[8]
- Parque Nacional de Ntokou-Pikounda, 2012, 4.572 km², centro norte, selva tropical, gorilas occidentales de llanura, elefantes de bosque y chimpancés.[9]

Otras zonas protegidas destacables son: 
- Reserva de la Biosfera de Dimonika, de 1.360 km², una mezcla de selva del Congo y sabana entre los 85 m de altitud cerca de la costa y los 810 m del monte Bamba.[10]
- Reserva de Lefini, de 6300 km², al sudeste, pastizal, bosque de pantano y de galería, elefantes, búfalos, hipopótamos, chimpancés, etc. A 140 km de Brazzaville, en 2009 se amplió para proteger a los gorilas hasta superar los 1.700 km² con el nombre de Reserva Natural de Gorilas de Lésio-Louna.[11]
- Reserva de Fauna de Lékoli-Pandaka, 682 km², entre el Parque nacional de Odzala-Kokou, al norte, y la Reserva de Caza de Mboko, de 900 km², al sur. Bosque y sabana. Bosque ombrívolo con claros, leones e hipopótamos.[12]
- Reservas de fauna del monte Fouari (159 km², sudoeste, frontera con Gabón), Nyanga Norte (77 km²), Nyanga Sur (230 km²) y el monte Mavoumbou (420 km²), en total 980 km²; sabana y pastizales, bosques galería, clima subecuatorial, con estación seca de mayo a septiembre; búfalo, potamoquero, cobo acuático, etc.
- Reserva de fauna de Tsoulou, 300 km², centro sur, selva; elefante de bosque, gorila, etc.
- Reserva comunitaria del lago Télé/Likouala-aux-Herbes, 4.390 km² de humedal, sitio Ramsar desde 1989, centro norte del país.[13] Selva y pantanos, 27 aldeas, 17.000 hab. en torno al lago Télé. Gorilas.

En la República del Congo hay cuatro ecorregiones importantes que ocupan las zonas bajas del país: el mosaico de selva y sabana del Congo occidental, la selva costera ecuatorial atlántica, la selva de tierras bajas del Congo noroccidental y la selva pantanosa del Congo occidental. 
La cuenca del Congo engloba el norte del país, la mayor parte de Gabón, Guinea Ecuatorial, sur de Camerún y de la República Centroafricana y el norte de República Democrática del Congo. Se caracteriza por ser un mosaico de ríos, sabanas, humedales y bosques inundables en los que abundan los elefantes de bosque y los gorilas de llanura, además de chimpancés y bonobos. Hay unas diez mil especies de plantas, de las que el 30 por ciento son únicas. Hay 400 especies de mamíferos, 1.000 especies de aves y 700 especies de peces descubiertos hasta ahora.